# Actio venditi
Actio venditi – w prawie rzymskim powództwo sprzedawcy przeciwko kupującemu z tytułu kontraktu kupna-sprzedaży (emptio-venditio).

## Charakterystyka powództwa
Kupujący odpowiadał za omnis culpa, gdyż umowa leżała w jego interesie. Za pomocą actio venditi sprzedawca dochodził nie tylko należności z kontraktu ale również z zastrzeżeń dodatkowych (pacta adiecta).